# Olizarka, Cervonoarmiisk
Olizarka (în ucraineană Олізарка) este un sat în comuna Viunkî din raionul Cervonoarmiisk, regiunea Jîtomîr, Ucraina.

## Demografie
Componența lingvistică a localității Olizarka
     Ucraineană (99,44%)
     Alte limbi (0,56%)
Conform recensământului din 2001, majoritatea populației localității Olizarka era vorbitoare de ucraineană (99,44%), existând în minoritate și vorbitori de alte limbi.